# Simon Krauss
Simon Krauss (ur. 12 lutego 1992 w Orléans) – francuski lekkoatleta specjalizujący się w sprinterskich biegach przez płotki. 

## Osiągnięcia
| Rok  | Impreza                        | Miejsce | Konkurencja                     | Lokata     | Wynik |
| ---- | ------------------------------ | ------- | ------------------------------- | ---------- | ----- |
| 2013 | Młodzieżowe mistrzostwa Europy | Tampere | bieg na 110 metrów przez płotki | 1. miejsce | 13,55 |

## Rekordy życiowe
- Bieg na 60 metrów przez płotki (hala) – 7,67 (2014)
- Bieg na 110 metrów przez płotki – 13,51 (2014)